# Elisabeth Teresa av Lothringen
Elisabeth Theresa av Lothringen, född på Château de Lunéville 15 oktober 1711, död 3 juli 1741, var drottning av Sardinien. Hon blev gift 1737 med kung Karl Emanuel III av Sardinien. Hon var dotter till hertig Leopold av Lothringen och Elisabeth Charlotte av Orléans, och var syster till Frans I.

## Biografi
Elisabeth Teresas far dog år 1729. Samma år hade ett äktenskap föreslagits med hertig Ludvig av Orléans, men denne hade vägrat. Hennes mor gjorde henne då till koadjutor vid klostret Remiremont 19 oktober 1734.
Då hennes bror 1736 gifte sig med tronföljaren Maria Teresia av Österrike höjdes hennes status på äktenskapsmarknaden. Samma år arrangerades hennes äktenskap med hennes kusin, kungen av Savojen. Äktenskapet hade föreslagits av Savojen som ett slags fredsallians mellan Savojen och Österrike, eftersom hennes bror var gift med Österrikes tronföljare, och förslaget accepterades av hennes mor, som då var Lothringens regent, eftersom hon ville gifta bort sina döttrar innan Lothringen upplöstes som stat enligt den överenskommelse som nyligen slutits mellan Frankrike och Österrike.
Elisabeth Teresas bror gav henne en hemgift och äktenskapskontraktet signerades i Wien av hennes bror och dennes maka och svärfar kejsaren. Hon gifte sig genom ombud i Lunéville 5 mars 1737, med prinsen av Carignan som brudgummens ställföreträdande: bröllopet blev den sista ceremonin som anordnades i det självständiga Lothringen. Hon tvingades färdas inofficiellt genom Frankrike på grund av franskt missnöje över äktenskapet, anlände till Lyon 14 mars, och gifte sig "i person" i Pont-de-Beauvoisin 1 april 1737; paret tillbringade sedan en tid i Chambery innan de anlände till Turin 21 april.
Elisabeth Theresa mottog i egenskap av drottning många stereotypa hyllningar och karaktärisationer, och beskrevs traditionellt i enlighet med drottningidealet som givmild och from, men hennes tid som drottning blev för kort för att hon skulle kunna göra något större avtryck som person, eller utöva något politiskt inflytande. Hon fyllde dock sin uppgift genom att föda flera barn. Hon avled i barnsängsfeber.

## Barn

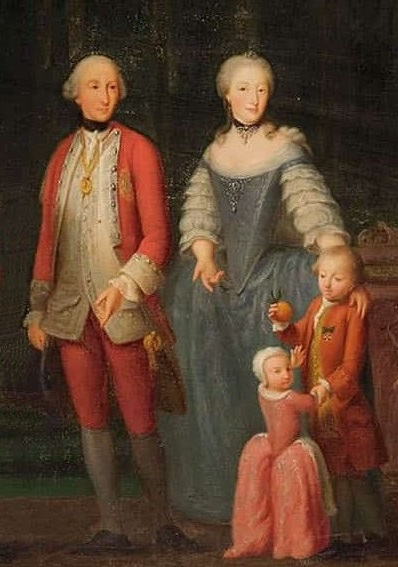
Postumt porträtt av Elisabeth Teresa av Lothringen med sina tre barn.

1. Carlo Francesco Maria Augusto, hertig av Aosta (1738–1745).
2. Maria Vittoria Margherita (1740–1742).
3. Benedetto Maria Maurizio (1741–1808), hertig av Chablais (–1796) och markis av Ivrea (1796–1808). Han gifte sig med sin brorsdotter Maria Anna, prinsessa av Savojen (1757–1824), dotter till hans äldre halvbror Viktor Amadeus.